# Papp Zoltán (színművész)
Papp Zoltán (Budapest 1944. január 31. –) magyar színész,  író, 1982-ben a Budapesti Katona József Színház alapító tagja.

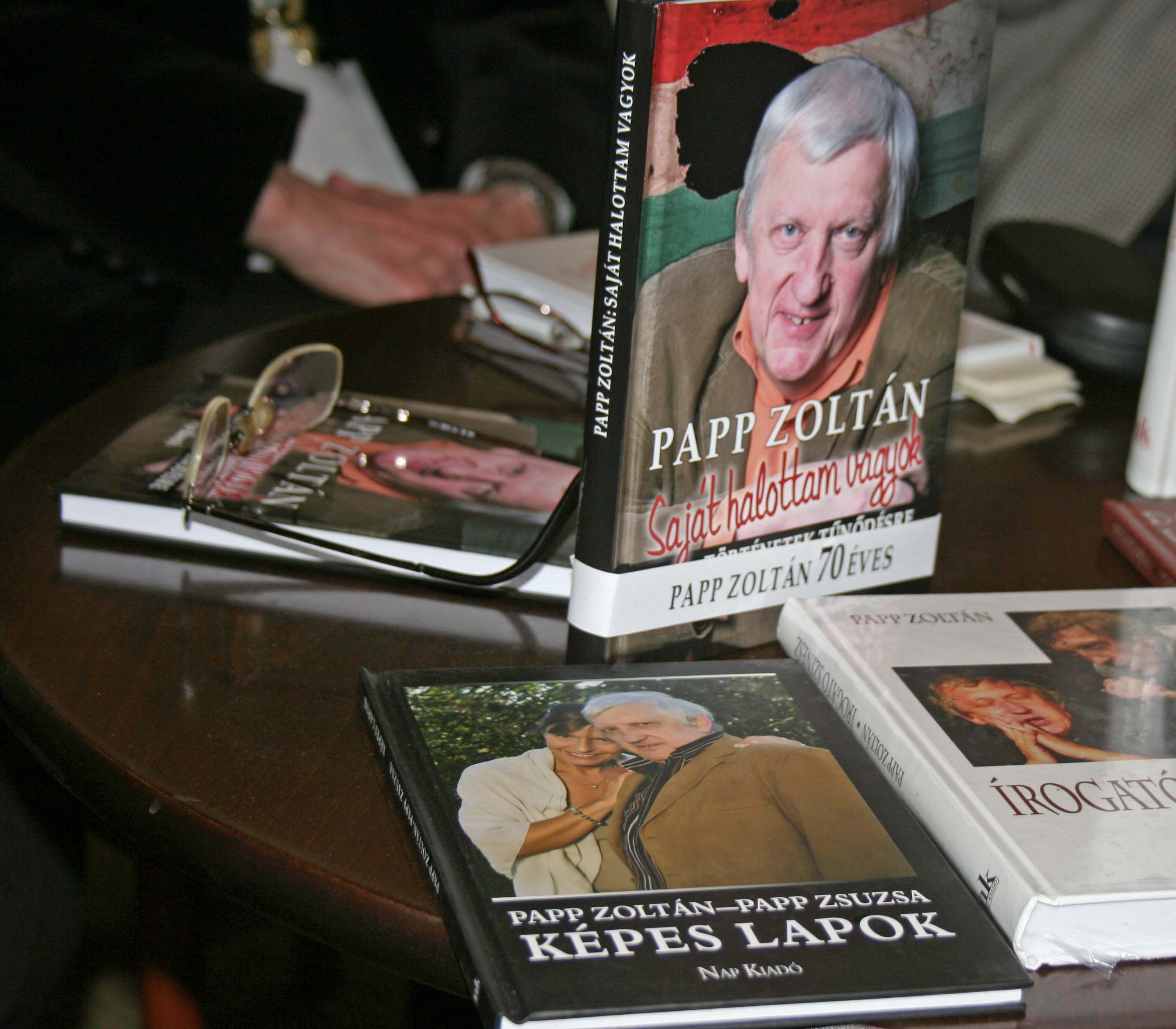
Papp Zoltán eddig megjelent könyvei

## Életút
1963-tól az Állami Déryné Színház tagja. 1969-ben Szolnok a következő állomás. 1978-ban Székely Gábor rendezővel és a teátrum más művészeivel a Nemzeti Színházhoz szerződik. 1982-ben és 1994-ben szintén Székelyt követi. A budapesti Katona József Színház illetve az Új Színház alapító tagja. A "Katonában" a Zsámbéki Gábor által rendezett nyitóelőadás, A manó szereplője. 1996-tól szabadúszó, 2002-ben Sopronba szerződik, egy év múlva azonban ismét a Nemzeti Színház társulatához csatlakozik. Vendégszerepelt a Vígszínházban, a Játékszínben, "Budapesti Kamarában, a "Merlinben" és az Éjszakai Színház előadásaiban. Többször fellépett a gyulai várszínházban, ahol íróként, dramaturgként és rendezőként is dolgozott. 2008 óta ismét az Új Színház tagja volt. 2012-től szabadfoglalkozású színművész. Vendégművészként játszott többek között a Vígszínház, a Játékszín, a Budapesti Kamaraszínház, a Merlin Színház, az Éjszakai Színház, a Karinthy Színház, a komáromi Jókai Színház, és a Gyulai Várszínház előadásaiban, ahol íróként, dramaturgként és rendezőként is dolgozott.
A legszebben beszélő magyar színészek egyike. Előadóművészként is közismert, önálló estjei nagy sikert arattak.
Jelentős irodalmi munkássága. Több sikeres rádiójáték, színpadi adaptáció szerzője. Könyvei több műfajban is reprezentálják mint írót, költőt, irodalmárt. A rádió meghatározó szerepet játszott életében. Szerepei katalogizálásra várnak, rádiójáték rendezőként pedig díjat is nyert.
Irodalomtörténeti, nyelvtörténeti és verstani tárgykörökben publikált, versfordításai válogatásokban szerepeltek.

## Szerepeiből
A Színházi adattárban regisztrált bemutatóinak száma: 157. Ugyanitt huszonhat színházi fotón is látható.
| - Posa márki (Schiller: Don Carlos) - Tuzenbach (Csehov: Három nővér) - Klescs (Gorkij: Éjjeli menedékhely) - Corbaccio (Ben Jonson: Volpone) - Oszip (Gogol: A revizor) - Bolyongó (Örkény: Kulcskeresők) - Thyl Ulenspiegel (Gorin-Coster: Thyl Ulenspiegel) - Proteus (Shakespeare: A két veronai) - Iszaj (Radicskov: Január) - Truffaldino (Goldoni: Két úr szolgája) - Nicholas (Wesker: A konyha) - Zsoltuhin (Csehov: A manó) Katona - XIII. Lajos (Dumas: A három testőr) Katona - Krapilin (Bulgakov: Menekülés) Katona - Pajzs töstér (Jarry: Übü király) Katona - Sicinius (Shakespeare: Coriolanus) Katona - Chodzko (Spiró György: Az imposztor) Katona - Ariste (Molière: Tudós nők) Katona - Főpincér, Krupié (Dosztojevszkij-Forgács András: A játékos) Katona - Tanár (Spiró: Csirkefej) Katona - Tanfelügyelő (Gogol: A revizor) Katona - Thut tanár (Canetti: Esküvő) Katona - Férfi (Dosztojevszkij-Papp: Egérlyuk) Katona - 2. börtönőr, felügyelő, 2. rendőr (Koltes: Roberto Zucco) Katona - Fábián (Shakespeare: Vízkereszt vagy amit akartok) Katona - Jau Jel, Gazdasági Tui, Ka Mü, Munka Du titkára (Brecht: Turandot avagy a szerecsenmosdatók kongresszusa) Katona - Polonius, Hamlet atyja szelleme, Színészkirály, Sírásó (Shakespeare: Hamlet) Katona - Zenész (Halász Péter: A kínai) Katona - Gyula (Kárpáti: Az ismeretlen katona) - Marhás (Csurka: Majális) | - Rendőrfőnök (Genet: A balkon) - Kurrah, Tudós (Vörösmarty: Csongor és Tünde) - Borbély (Brecht: Jó embert keresünk) - Sir Gawain (Dorst: Merlin avagy a puszta ország) - Race ezredes (Agatha Christie: Gyöngyöző cián) - Gejzlinger (Hamvai: Márton partjelző fázik) - Edward Clarke (Moises Kaufman: A nagy szemérmetlenség) - Vinnie (Neil Simon: Furcsa pár) - Perris tiszteletes (Artur Miller: A salemi boszorkányok) - Simonyi Imre: Dramolettek - Simonyi Imre: Természetes halál - Márai Sándor: A pisztoly - Hamvas Béla: Az Isten és a bor - Bolond (Papp Z.: Mátyás király királysága) - Dumitrache (Caraggiale: Zűrzavaros éjszaka) - Georges Duval (Dumas: A kaméliás hölgy) - Anderson lelkész (G. B. Shaw: Az ördög cimborája) - Lihogyejev (Bulgakov: A Mester és Margarita) - Pásztor (Szophokles: Oidipusz) - Miszter (Ödön von Horváth: Mesél a bécsi erdő) - Nagymedve, lapp fejedelem (Weöres Sándor: Holdbeli csónakos) - Kapisztrán, pap, a keresztesek vezére (Vörösmarty Mihály - Spiró György: Czillei és a Hunyadiak) - Zechmeister Mátyás (Bíró Lajos: Sárga liliom) - Wolff (Gerhart Hauptmann: A bunda) - Brazovity Uddo, Pamelochyn (Hamvas Béla - Spiró György: Szilveszter) - Jacques (Molière: A fösvény) - Marmeladov (Dosztojevszkij-Hársing Hilda: Szonya) - Wunderlich (Molnár Ferenc: A hattyú) - Keresztessy Pál (Závada Pál: Bethlen) |

| - Bástyasétány 74 (1974) - Pókfoci (1976) - Amerikai cigaretta (1977) - Egyszeregy (1978) - A trombitás (1978) - Minden szerdán (1979) - Mese habbal (1979) - Ideiglenes paradicsom (1981) - A zsarnok szíve (1981) - Adj király katonát (1982) - Boszorkányszombat (1983) - Szeretők (1984) - Míg új a szerelem (1985) - Jézus Krisztus horoszkópja (1988) - Tanmesék a szexről (1988) - Anna filmje (1992) - Egyszer élünk (2000) - Hamvadó cigarettavég (2001) | - Írott malaszt - Az ember evvel a nagy sebével - Dózsa koporsói - Egész napos riport - Forog a film - Hajnali háztetők - Apáczai Csere János, (Krétarajzok) - Egy lócsiszár virágvasárnapja (1985) - Napóleon - Fehér kócsagok - Schwarzenberg (ZDF) - A varázsló álma - Halottak gyertyafényben (1987) - A falu jegyzője - Hét akasztott - A dada (1987) - Kiárusítás - Éjszaka (1989) - Gaudiopolis - Globusz - Rizikó - Kisváros - Az öt zsaru - Nincs itthon az Isten - Rendőrsztori |

## Rádiójátékok

### Szerzőként
- Semmi különös – hangjáték
- Verziók – rádiójáték – (Ennek főszerepét is játszotta)
- Álmatlanul – hangjáték – (csak könyvben jelent meg)
- Könyvhét 98 – Visszaélet
- Valamit várok – versek
- „Jaj az a kocsma, az a délelőtt” (Beszélgetés, dalok gitárral)
- Ha megjön a buszom (P.Z.dalok, versek) – csak saját felvétel
- Égövek – Színészköltők (Viszockij dalok, P.Z. versek)

### Szerkesztő-dramaturgként
- Simonyi Imre – Természetes halál – (Ennek főszerepét is játszotta)
- Színészmúzeum – Nyisd ki apám a kapudat – Ivánka Csaba emlékére

### Rendezőként
- Thuküdidész – A peloponnészoszi háború
- Hubay Miklós – Színháztörténet
- Patrick Leight Fermor – Erdők s vizek közt
- Tandori Dezső – Vér és virághab
- Tandori Dezső – K.u. Confusionarius
- Tandori Dezső – Naf-naf princ és Narinji

### Interjúk, beszélgetések a rádióban
- Vonzódások (szerk. rip. – Albert Zsuzsa)
- Beszéljünk ómagyarul (P.Z. az ó-magyar nyelvről – szerk. rip. Kövesdy Zsuzsa)
- Aranyemberek (szerk. rip. – Kövesdy Zsuzsa)
- Magyar írás – Apám verse (szerk. rip. – Kulcsár Katalin)
- Ráday Eszter riportja
- Séta bölcsőhelyem körűl (szerk. rip. – Gáll Ernő)
- Társalgó – 2011 január (szerk. rip. – Bognár Mónika)
- Könyvhét 98 – Visszaélet
- Kazinczy díj – (rip. – Halász Zsuzsa 1998)
- POSZT 2001
- Irodalmi újság – Papp Z. és Mátyás király
- Esti séta – Papp Z. és Praznovszki Mihály Petőfiről
- Irodalmi-Élet-Képek – színészet és írás
- Irodalmi-Élet-Képek – mit olvasunk ma?
- Türelmi zóna (Club rádió) Mi és a múlt (Bodor Péterrel)
- Álom az álomban – Alan Parsons – Edgar Allan Poe

### Színházi közvetítések
- Molière – Tudós nők
- Honegger – Jeanne d’ Arc
- Illyés Gyula – Bolhabál
- Spiró György – Az imposztor
- Spiró György – Csirkefej (Keresztmetszet)

### Szerepek – Magyar klasszikusok
- Csokonai – Dorottya – Mesélő (Berek Katival és Pege Aladárral)
- Petőfi – Tigris és hiéna – Borics
- Vörösmarty – Ypsilon háború – Ypsilon (utána beszélgetés P.Z.-nal)
- Vörösmarty – Salamon király – Ernyei
- Széchenyi István naplójából – Széchenyi
- Csiky Gergely – Az ellenállhatatlan – Lamela, kém
- Jósika Miklós naplója – Jósika
- Krúdy Gyula – A vörös postakocsi – Rezeda Kázmér
- Gárdonyi Géza – Az én falum – Az író
- Füst Milán – Catullus – Calvus
- Weöres S. – Szent György és a sárkány – Giorgio lovag
- Tersánszky J.J. – „Hát el fog jőni, meglátja” –
- Németh László – Irgalom – Halmi
- Sinkó Ervin – Optimisták – Báti József
- Lehár – Cigányszerelem – Józsi (Gulyás Pállal)
- Sarkadi Imre – Én, Kőműves Kelemen –
- Déry Tibor – A kék kerékpáros – Halál
- Erdély Miklós – Tavaszi kivégzés –

### Szerepek – Magyar szerzők
- Albert Gábor – Zsákutcák hősei – Teleki
- Ágh István – Felekirály – Költészettanár
- Ágh István – Kidöntött fáink suttogása –
- Bay Gyula – Péter király – Keled lovag
- Bereményi Géza – Légköbméter – Sipos
- Csetényi Anikó – A sárkány hét feje – Sárkánypapa
- Csiki László – Az út – Beszélő
- Dániel Ferenc – Kossuth és Görgey – Görgey
- Dzsóker, az ász (mesejáték) – Bandi bá
- Eörsi István – Széchenyi és az árnyak – Brach Jakab
- Emberi dolgok – Hangok, töredékek, hangtöredékek
- Garaczi László – Baljósan és tehetetlenül – Escalus
- Gion Nándor – Mint a felszabadítók –
- Gion Nándor – Úriemberek a Dunán – Holló János író
- Gobby Fehér Gyula – A torontáli nábob – A suttogó hang
- Görgey Gábor – Abáltszalonna – 6 szerep 6 hagon
- Görgey Gábor – Görgey Artur éjszakái – Az inas
- Gyárfás Endre – A holló árnyéka – Janus
- Hajnóczy Péter – A mezítlábas apostol –
- Horváth Péter – Láp – Vizsgáló
- H. Székely Anna – A koronatanú –
- Jókai Anna – Szegény Sudár Anna –
- Kabdebó Tamás – Thomas Mann üdvözlése – Szabolcsi Miklós
- Kertész Ákos – Farkasbőrben – Polgár Sándor
- Kertész Ákos – Zsarolók – Kiskovács Géza úr
- Lázár Ervin – Capricció –
- Márton László – Lükurgosz, a húsleves – Húsleves
- Márton László – A nagyratörő (Báthori Zsigmond) –
- Mezey Katalin – A lángon ördög ül – Szerémi György
- Mészöly Miklós – Bunker – Tizedes
- Molnár H. Lajos – Donki Ákos – Donki Ákos
- Molnár László Miklós-Bánki Ilona – A híres Vadnyugat
- Nagy András – Én és a vargabéles – Metternich
- Najmányi László – Theremin – Tupoljev
- Orbán Ottó – A bomba –
- Osztojkán Béla – Saxonia expressz – Ányos
- Pacskovszky Zsolt – Don Giovanni – Portás a színházban
- Simon László – A fegyverletétel –
- Szabó György – A keresett személy – Metternich
- Szabó Magda – Születésnap – Apa
- Szakonyi Károly – A prágai szerelmesek – Színpadmester
- Székely János – A nyugati hadtest –
- Szigethy Gábor – Páter Kiss nagy kalandja –
- Sziveri János – Véges történet – Hentes
- Tandori Dezső (Dave Sheasby) – Baracknyílás délután – Ted
- Tandori Dezső – Kapaszkodj a kócmackódba – Doktor Netovább
- Tandori Dezső – Kirakósjáték, avagy: Miért halunk meg hiába – színész
- Tandori Dezső – Mit mondjak, ócska trükk –
- Tar Sándor – Lassú teher – Narrátor
- Thinsz Géza – A kétlaki – Balambér Bálint
- Turczi István – Neander Kávéház – Erpégé

### Szerepek – Világirodalom
- Hérodotosz – A görög perzsa háború –
- Kalevipoeg – Mesélő
- L.G.G.Byron – Káin – Ábel
- W.B.Yeats – A színészkirálynő- Miniszterelnök
- Nikolaus Lenau – Faust – Lenau
- Puskin – A postamester – Minszkij huszárkapitány
- Turgenyev – A küszöbön – Juszarov
- Turgenyev – Reggeli az elöljáróságon – Alupkin
- Zeámi (nó-játék) – Szanemori – Szent Pap
- Zeámi (nó-játék) – Tóru – A vándor pap
- Dosztojevszkij – A nagy inkvizítor –
- Dosztojevszkij – Nyetocska Nyezvanova – Herceg
- Csehov – Platonov – Gorgyejevics, kereskedő
- August Strinberg – Nóra –
- Jaroslav Hašek – Svejk – Toborzótiszt
- Paul Claudel – Violaine – Hury
- Perrault – Hamupipőke – Mesélő
- Thomas Mann – A varázshegy – Settembrini
- Thomas Mann – József és testvérei – József
- Stefan Zweig – Jeremiás – Jeremiás
- James Joyce – Ulysses – Első hang
- Don Haworth – Apendorfi nyár – Dr. Keller
- Szolzsenyicin – A tankok igazsága –
- Czeslaw Milosz – A hatalom megragadása –
- Anton Solja – Hosszú, értelmetlen éjféli csevegés – Az elbeszélő
- Motti Lerner – Kasztner – Benedek Miklós
- Franz Fühmann – Az Árnyak – Harcos
- David Lytton – Húsvét, feltámadás – Férfi
- Theun de Vries – Spinoza – Spinoza
- Abe Kobo – A homok asszonya – Niki Jumpei
- Ondrej Sliacky-Eugen Gindl - Száguldás

### Versek, prózák a rádióban
- Az őszi tücsökhöz (Versek a zenéről)
- Tavaszidőnek kezdetén (Trubadúr költők versei)
- Shakespeare mindenkinek – Hamlet – Géher István műsora
- A pusztai csárda (Nicolaus Lenau)
- Őszi érzés (Nicolaus Lenau)
- John Millington Synge versei
- Összeállítás Rilke műveiből
- Hattyúk a fényben (Friedrich Hölderlin)
- Párizsi képek (Baudelaire)
- Rapszódia egy szeles éjszakán (T.S.Eliot)
- A Mirabeau-híd (Guillaume Apollinaire)
- Fernando Pessoa versei
- Holland költők – III. – Cees Nooteboom
- Salvatore Quasimodo versei
- Czeslaw Milosz versei
- A magyar nyelv hete (Karol Wlachovsky műfordító)
- Misztikus elbeszélések
- Kincsesládikó (Rajna-vidéki kalendárium)
- Egy ember élete…(Csehov műveiből)
- Edgar Allan Poe: A kút és az inga (novella)
- Ez van! – irodalmi értesítő – (…Nietzsche monográfiájáról)
- A számla (Bernard Malamud elbeszélése)
- Magamat olvasva (Robert Lowell)
- Irodalmi újság (Mrozsek)
- Száműzetésben-szabadon (A tibeti dalai láma önéletírása)
- Jó éjszakát, gyerekek! A pokol malma (finn népmese)
- Hol volt, hol nem volt-A furfangos legény háztűznézőben (vietnami népmese)
- Jó éjszakát, gyerekek!... (Gyurkovics Tibor meséje)
- Kőkertben liliom, Mátyás király szeretője
- Hol vagy István király? (prédikációk tükrében)
- Julianus barát első jelentése a tatárveszedelemről
- Kölcsey Ferenc – Parainesis
- Klapka György emlékiratából
- Madách Imréről elfogultan- Az ember és a költő (visszaemlékezés)
- A fenyőfa alatt (Móra Ferenc novellái)
- Ön, ugye, feltaláló (Karinthy Frigyes)
- Madelon, az eb (Szerb Antal novellája)
- Egyszer mindenkit szólítanak (Bálint Tibor novellája)
- Anyám könnyű álmot ígér (Sütő A. részlet)
- Ha tudtam volna, hogy te vagy Mária (Sütő A. novellája)
- Casanova (Ambrus Zoltán novellája)
- Távlattan (Ferdinandy György novellája)
- Fényképem Balzackal (Ferdinandy György novellája)
- A Lukács fivérek (Solymosi Bálint novellája)
- A bűvész (Lázár Ervin novellája)
- Legkedvesebb verseim (Papp Zoltán összeállítása)
- Kamarazene (versösszeállítás)
- Versnaptár – Rigó az olvadásban
- MEMORITER Hommage a Hegedűs Géza – Daidalosz és Ikarosz
- Ének István királyról
- Borivóknak való (Balassi Bálint)
- Rádiószínház – Himnusz (A magyar kultúra napja)
- Föltámadott…1848 (Hanglemezen is?)
- Nyelvtani gyakorlatok (XIX. Sz. költői)
- Petőfi Sándor minden verse hangszalagon
- Vén cigányok (Vörösmarty)
- „Zengettük a jövő reményit” (Arany János)
- Szomor Dani és Szép Batóné (Kiss József balladái)
- Reinkarnáció (Kiss József)
- Memoriter (Tóth Árpád)
- Tóth Árpád versei
- Arcok, emlékek „Lélektől lélekig…” (Tóth Á., Babits, Kosztolányi)
- Kosztolányi Dezső játékai 1-2
- Számadás – Hajnali részegség (Kosztolányi Dezső)
- Danaidák (Babits M.)
- Jónás imája (Babits M.)
- A végeken (Juhász Gyula)
- Összeállítás Kassák Lajos műveiből
- József Attila minden verse hangszalagon
- Radnóti Miklós versei
- Levél a hitveshez (Radnóti)
- Hangok (Szabó Lőrinc)
- Apáról fiúra (Áprily L. és Jékely Z.)
- Vézna, kis óriás (Bartók Bélához)
- Angyalföldi spirituálé (Tűz Tamás)
- Őskori sziklarajz (Weöres Sándor)
- Haza a magasban (Illyés Gyula)
- „Igazat szólj” (Keresztúry Dezső)
- „Cambridgei elégia” (Vas István)
- Hazátlan madarak (Jobbágy Károly)
- Árva föld (Buda Ferenc, Dobozi Eszter)
- Öt csepp óceán (Bertók László választásai)
- Első közlés – Aczél Géza
- Első közlés – Bertók László
- Első közlés – Géczi János
- Első közlés – Marnó János
- Első közlés – Nagy Gáspár
- Első közlés – Nyilas Attila
- Első közlés – Orbán János Dénes
- Első közlés – Petőcz András
- Első közlés – Pintér Lajos
- Első közlés – Solymosi Bálint
- Első közlés – Somos Béla
- Első közlés – Szepesi Attila
- Első közlés – Szöllősi Zoltán
- Első közlés – Viski András
- Porció fogytán (Ágh István)
- Búcsú barátaimtól (Baka István)
- Emléktábla (Csokits, Fehér F., Határ Gy. stb.)
- „A szélrózsa gyökerei” (Csokits, Fehér F., Határ Gy. stb.)
- Tüzes ing (Csukás I., Villányi L., Parancs J. stb.)
- Emlékkönyv (Deák László)
- Madách lerúgja csizmáit (Döbrentei Kornél)
- Az áramló időben (Kálnoky László)
- Hangok szólítanak (Kálnoky László)
- „Fénykép” (Kálnoky László)
- Kemény István versei
- „Világvándor haza” (Kiss Dénes)
- Elérhetlek-e? (Kozma László)
- „Elnézni Csík felé…” (Lászlóffy Aladár)
- Hétköznapok sója (Léka Géza)
- Amíg a szél, a nap… (Marsall László)
- Eredet (Mezei András)
- Orbán Ottó: Fekete ünnep (Orbán Ottó emlékére)
- Legenda – Parancs Jánosról
- Két kiáltás között (Szabó Ferenc)
- „Mágusok öccse” (Szepesi Attila)
- Székely János, Kányádi…stb.
- Csak ők nincsenek meg (Tandori Dezső)
- Ketten egyedül (Tóth Bálint)
- „Jöttél fiatalon” (Tóth Endre)
- Az Újhold-kör költészete
- „Föltár s befüggönyöz” (Vasadi Péter)
- Égből kihasadt fény (Vasadi Péter)
- Számvetés (Vasadi Péter)
- „Az újvárosi oldal” (Villányi László)
- Ez  van! – ESŐ folyóirat

### Közreműködőként a rádióban
- Vonzódások – Papp Zoltán (Az interjúknál már jelezve)
- Vonzódások – A Kalevala fordításai
- Vonzódások – Bihari Sándor
- Vonzódások – Czigány György
- Vonzódások – Domokos Mátyás
- Vonzódások – Domokos Péter
- Vonzódások – Lakatos István
- Vonzódások – Mészöly Dezső I.-II.
- Vonzódások – Mohayné Katanics Mária
- Vonzódások – Tóth Bálint
- Vonzódások – Tóth István
- Vonzódások – Vízkelety András
- Legjobb ezer évem – Balassa Péter
- Legjobb ezer évem – Cselényi Béla
- Legjobb ezer évem – Farkas Zsolt
- Legjobb ezer évem – Tóth Krisztina
- Legjobb ezer évem – Vörös István
- Társalgó – Magyarok francia földön
- Társalgó – Dobai Péter verse
- Társalgó – Roald Dal
- Emberi dolgok (Korányi Tamás műsora)
- „Így nőtt, szövődött a mese…”
- „Legmiénkebb s elvitázhatatlan tulajdonunk…”
- Ponyván – „Quvasz farka tsóválását…” (Lukácsy Sándor)
- A nádorispánné viselő szoknyája (Lukácsy Sándor)
- A tánc olyan régi, mint a láb (Lukácsy Sándor)
- A tetszhalott haláltánca (Lukácsy Sándor)
- Asszonyoknak tanulság (Lukácsy Sándor)
- Lelki krokodil és egyéb állatok (Lukácsy Sándor)
- Egymillió lépés a Szent-Jakab-i úton
- Egy legenda születése – Szvjatoszlav Richter Budapesten
- Legenda – Bakucz József költőről
- Legenda – Illés Endréről
- Legenda – Mándy Ivánról
- Irodalmi-Élet-Képek – Magyar leveleskönyv
- Kossuth Macbeth fordítása
- Így látták Kossuth Lajost
- Kossuth kultusz a politikában
- A Widmar lépcső Esztergomban
- Szellemidézés (Ferdinandy G, – P.Z.)
- ÉJFÉL UTÁN… Szellemjárás (Szigethy Gábor – P.Z.)

## Hanglemezek

### Hungaroton
- Radnóti Miklós – Eclogák (önálló nagylemez)
- Találkozás egy fiatalemberrel – Karinthy Frigyes novellái (Mácsai Pállal és Szilágyi Tiborral)
- Weöres Sándor (Török Tamás összeállítása)
- Bibliai történetek
- Jézus. Az ember fia
- Perrault – Hamupipőke (Mesélő)
- Arany László – Magyar népmesék (Schütz Ilával)
- Kányádi Sándor meséi és gyermekversei (Zsurzs Katival)
- Piros a vér a pesti utcán (Magyar írók 1956-ban)
- Koszorú (Versek a magyar nyelvről)
- Magyar költők sorozat
  - Csokonai Vitéz Mihály
  - Batsányi, Berzsenyi, Kölcsey
  - Petőfi Sándor
  - Vörösmarty Mihály
  - Tizenkilencedik század
  - Ady Endre  1 – 2
  - Radnóti Miklós
  - Szabó Lőrinc
- Varietas delectat sorozat
  - 2 – József A., Illyés Gy., Pilinszky J.
  - 4 – Halotti beszéd, Kosztolányi D., Márai S.
  - 6 – Vörösmarty, Arany, József A., Illyés Gy.
  - 7 – Catullus, Balassi, Ady, Szabó L.
  - 8 – József A.
- Versek középiskolásoknak
- Versek általános iskolásoknak

### Hangadó CD kiadó
- Lásd, kisfiam… (Kosztolányi Dezső költői önarcképe)
- Föltámadott… (1848 – versek és dokumentumok)
- Oly korban… (Radnóti Miklós versei)
- Semmiért egészen (szerelmes versek)

### Gyulai várszínház – Magyar Rádió közös kiadása
- Simonyi Imre – Természetes halál

### P. Hangoskönyv kiadó Kft
- Roald Dahl – Meghökkentő mesék (Molnár Piroskával)

## Irodalmi munkássága

### Drámák, hangjátékok
- Áldozat
- Semmi különös
- Verziók
- Álmatlanul
- Mátyás király királysága

### Színpadi adaptációk, dramaturgi munkák
- Dosztojevszkij: Egérlyuk
- Simonyi Imre: Természetes halál
- Márai Sándor: A pisztoly
- Hamvas Béla: Az Isten és a bor

### Könyvek
- Visszaélet (Nap Kiadó, 1998)
- Írogató színész. Hang- és egyéb játékok; Nap, Budapest, 2010
- Képes lapok (lányának képeire írt versek) (Nap Kiadó, 2012)
- Saját halottam vagyok. Történetek tűnődésre; Nap, Budapest, 2014 (Álarcok)
- Egyik szerkesztője és esszéírója a „Költők a Költőről” sorozatnak:
  - Petőfi Sándor: A puszta télen (Nap Kiadó, 2009)
  - Radnóti Miklós: Levél a hitveshez (Nap Kiadó 2009)
  - József Attila: Óda (Nap Kiadó, 2010)
  - Ady Endre: Az eltévedt lovas (Nap Kiadó 2011)
  - Arany János: Epilógus (Nap Kiadó 2013)
  - Sinka István: És elfelejtették... (Nap Kiadó 2014)

1998 óta minden V. Pánczél Éva által fordított könyvben Papp Zoltán fordította a verseket, versrészleteket.

## Elismerései
- Jászai Mari-díj (1985)
- Magyar Rádió legjobb rendezés díja (1997)
- Kazinczy-díj (1998)
- Gyula város nívódíja (2002)

Kapcsolódó fejezetek: